# Els van den Horn
Hendrina Elizabet (Els) van den Horn (Djokjakarta, 19 mei 1927 – Gouda, 27 mei 1996) was een Nederlands schoonspringster. Ze was lid van de zwemclub Het Y en vertegenwoordigde haar vaderland op de Olympische Zomerspelen 1952 in Helsinki.

## Biografie
Van den Horn werd geboren in Djokjakarta, Nederlands-Indië. Vader Hendrik Elias was wiskundeleraar, moeder was Anna Maria Ristjouw; het gezin kwam in 1931 en in 1938 naar Nederland. In haar jeugdjaren vielen haar prestaties bij het schoonspringen al op en werd ze gezien als 'ernstige rivale' voor haar landgenote Kiki Heck. Eind jaren 40 verhuisde ze definitief naar Nederland.
Ze werd lid van de Amsterdamse zwemclub Het Y. Haar eerste grote wapenfeit was de derde plaats op de NK van 1950. In 1952 werd ze met Leni Lanting-Keller afgevaardigd naar de Olympische Zomerspelen in Helsinki. Hier werd ze twaalfde op de driemeterplank.
In de jaren erna bemachtigde ze van 1953 tot en met 1956 vier jaar achter elkaar vijf nationale schoonspringtitels, vier keer op de driemeterplank en één keer ook nog op de eenmeterplank. De schoonspringster werd in 1954 afgevaardigd naar de Europese kampioenschappen in Turijn. Ze werd daar achtste. Van den Horn huwde op 18 december 1954.

## Erelijst
- Nederlands kampioen: 1953, 1954, 1955, 1956.